# Washington Open 1971
Il Washington Open 1971, noto anche come Washington Star International per motivi di sponsorizzazione, è stato un torneo di tennis giocato sulla terra rossa. È stata la 3ª edizione del torneo, che fa parte del World Championship Tennis 1971. Si è giocato a Washington negli Stati Uniti dal 12 al 18 luglio 1971.

## Campioni

### Singolare maschile
Ken Rosewall ha battuto in finale  Marty Riessen con il punteggio di 6–2, 7–5, 6–1.

### Doppio maschile
Tom Okker /  Marty Riessen hanno battuto in finale  Bob Carmichael /  Ray Ruffels con il punteggio di 7–6, 6–2.